# 纳塔利娅·切尔翁卡
纳塔利娅·切尔翁卡（波蘭語：Natalia Czerwonka，1988年10月20日—），波兰女子速度滑冰运动员。她曾代表波兰参加2010年、2014年、2018年和2022年冬季奥林匹克运动会速度滑冰比赛，获得一枚银牌。